# Agraylea pallicornis
Agraylea pallicornis är en nattsländeart som först beskrevs av Eaton 1873.  Agraylea pallicornis ingår i släktet Agraylea och familjen smånattsländor. Inga underarter finns listade i Catalogue of Life.